# Fernando Soledade
Fernando Soledade (Rio de Janeiro, 5 febbraio 1879 – Rio de Janeiro, 6 maggio 1959) è stato un tiratore a segno brasiliano.

## Palmarès

### Olimpiadi
- 1 medaglia:
  - 1 bronzo (Anversa 1920 nella pistola libera a squadre)